# Dos Bocas
Dos Bocas es un puerto petrolero, industrial, comercial e internacional, ubicado en el Municipio de Paraíso, en el estado mexicano de Tabasco. Fue construido por la empresa petrolera mexicana Petroleos Mexicanos (PEMEX) en 1979, iniciando operaciones en 1982 y en la actualidad, es uno de los puertos petroleros más importantes de México ya que recibe grandes toneladas de cargas y miles de embarcaciones que atiende.
El puerto de Dos Bocas, se ubica en el municipio de Paraíso y dista a menos de 10 km de la ciudad de Paraíso, cabecera municipal de está. 
En el 2009, Dos Bocas registró un total de 1 145 entradas de barcos, colocándose en tercer lugar nacional, mientras que por volúmenes de carga, se registraron un total de 23 437 toneladas métricas, lo que ubicó al puerto, en el segundo lugar nacional, solo detrás de Pajaritos, Veracruz.
En febrero de 2013, la Terminal de Usos Múltiples del Puerto de Dos Bocas recibió al buque mercante más grande que ha llegado a operar este puerto, al arribar la embarcación de bandera panameña “Elegant Sky” proveniente del puerto de Kwangyan, Corea del Sur, con una carga total bruta de 30,006 toneladas, manga de 32.26 metros y una eslora de 189.94 metros.
El puerto de Dos Bocas incrementó su espacio para recibir la recepción de buques para embarcaciones de hasta 190 metros de eslora.

## Etimología
El puerto toma su nombre de la barra llamada Dos Bocas, junto a la cual se localiza, y que fue bautizada así, por los conquistadores españoles encabezados por Juan de Grijalva, quienes llegaron a las costas de Tabasco en junio de 1518, procedentes de las costas de Campeche.

## Historia
El puerto de Dos Bocas, nace de la necesidad de la empresa Petroleos Mexicanos para contar con un centro de embarque y exportación de petróleo en la costa del Golfo de México para manejar la producción de crudo proveniente de la zona marina llamada "Sonda de Campeche" y de los campos petroleros productores en la región terrestre del estado de Tabasco.
Después de realizar un minucioso estudio, Petroleos Mexicanos decidió construir el puerto petrolero en el municipio de Paraíso, por considerar que era el sitio ideal para la concentración, embarque y exportación del petróleo, al estar muy cerca de las zonas productoras marína y terrestre.
En sus inicios, el puerto contaba solo con dos monobollas localizadas "costa afuera" del puerto, para el embarque y exportación del petróleo, con una capacidad aproximada de 30 millones de toneladas al año, así como con una terminal de abastecimiento como soporte a las actividades costa afuera de la Sonda de Campeche y posteriormente, de los yacimientos del Litoral de Tabasco, contando para ello, con un muelle de 2 093 m.
En el año de 1982 se inició la construcción de las escolleras oriente y poniente, concluyéndose en 1985. En el año de 1999 dentro del programa de modernización de los puertos mexicanos, realizada por el Gobierno Federal, se constituyó la Administración Portuaria Integral de Dos Bocas, S.A. de C. V. (API DOS BOCAS), la cual es la encargada del manejo administrativo del puerto, fortalecer e incrementar la infraestructura portuaria, así como abrir el puerto a la actividad comercial no petrolera.
A finales de 2005, se puso en marcha la Terminal de Usos Múltiples, buscando la actividad comercial, el desarrollo de nuevas líneas de productos y la creación de un parque industrial.

## Ubicación
El puerto de Dos Bocas se localiza en el municipio de Paraíso (Tabasco), entre los 18° y 20' de latitud Norte, y los 93° 11' de longitud Oeste.
El puerto se ubica en la llamada región Grijalva, que concentra el 85% de la población, y la mayoría de la infraestructura urbana y la actividad económica, comercial, agrícola, ganadera y petrolera de Tabasco y a 80 km de la ciudad de Villahermosa que es la capital y la ciudad más importante y moderna del estado.
La ubicación estratégica del puerto de Dos Bocas, le permite ser una puerta de acceso entre la comunicación marítima con los mercados de Estados Unidos con la comunicación terrestre con Centroamérica.
| Localidad             | Distancia (Millas náuticas) |
| Veracruz              | 181                         |
| Tampico / Altamira    | 330                         |
| San Miguel de Cozumel | 290                         |
| Progreso              | 290                         |
| Houston               | 670                         |
| Nueva Orleans         | 681                         |
| Mobile, Alabama       | 771                         |
| Tampa                 | 815                         |
| Miami                 | 839                         |

| Localidad               | Distancia (Kilómetros) |
| Villahermosa, Tabasco   | 80                     |
| Coatzacoalcos, Veracruz | 171                    |
| Cancún, Quintana Roo    | 551                    |
| Mérida, Yucatán         | 551                    |
| Ciudad de México        | 758                    |
| Oaxaca, Oaxaca          | 819                    |
| Ciudad de Guatemala     | 528                    |
| Belice                  | 557                    |
| San Salvador            | 696                    |

## Infraestructura

### Canal de acceso a la Terminal
El puerto de Dos Bocas cuenta con un canal de acceso a la terminal de abastecimiento, el cual se construyó en 1985 y se amplió en el 2004, contando con un ancho de 70 metros y una profundidad de 8 metros. Tiene un longitud de 2 700 m y cuenta con un acceso a la zona comercial.

### Canal de acceso a la zona comercial
Este canal fue construido entre los años 2003 y 2004, y ampliado en 2005 y 2008. Cuenta con un acceso para embarcaciones tipo "abastecedor" y otro para embarcaciones de mayor tamaño. El canal tiene un ancho de 325 metros, una profundidad de 10 metros y una longitud de 2 200 metros.

### Canal secundario poniente

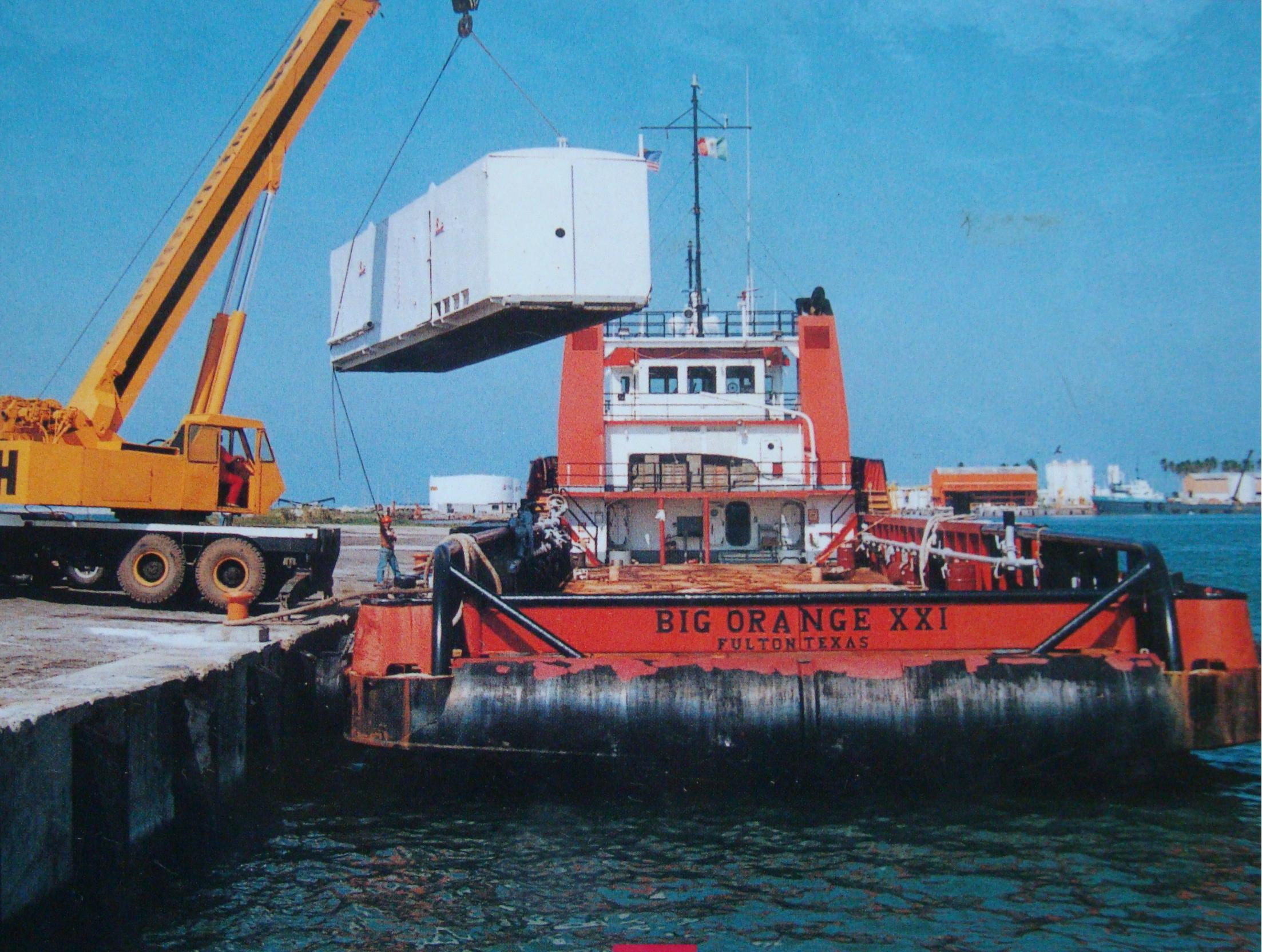
Maniobras de carga de un barco en la terminal de usos múltiples en el puerto de Dos Bocas, Tabasco.

Se ubica al suroeste de la Terminal de Usos Múltiples (TUM), y es utilizado para las actuvidades de construcción y reparación de embarcaciones y plataformas petroleras.

### Dársena de la Terminal de Usos Múltiples
Fue construida en el año 2004 y se localiza al frente del muelle de la terminal, cuenta con una profundidad de 9.5 metros y un área de 70 686 m² y permite el acceso a embarcaciones hasta de 20 000TPM.

### Dársena de la Terminal de Abastecimiento
Se ubica al oriente del puerto, cuenta con una profundidad de 9 metros y un área de maniobras de 280000 m² delimitada por los muelles norte, oriente 1 y sur 1. Cuenta también con una segunda área de maniobras de 54 000 m² delimitada por los muelles oriente 2, sur 2 y poniente.

### Almacenamiento
El puerto cuenta con área de patios pavimentados con una extensión de 30 000 m² para el almacenamiento de cualquier tipo de mercancía, y con 100 000 m² de áreas para el resguardo de equipo o productos para el movimiento marítimo.

### Parque industrial
El puerto cuenta con el Parque Industrial Dos Bocas, el cual tiene actualmente 700 000 m² que cuentan con todos los servicios necesarios para las empresas de la industria petrolera y afines que desarrollen proyectos de gran porte. Esto coloca al puerto de Dos Bocas, como el único puerto con un parque industrial especializado en la manufactura y procesamiento de productos relacionados con la industria petrolera.

### Comunicaciones

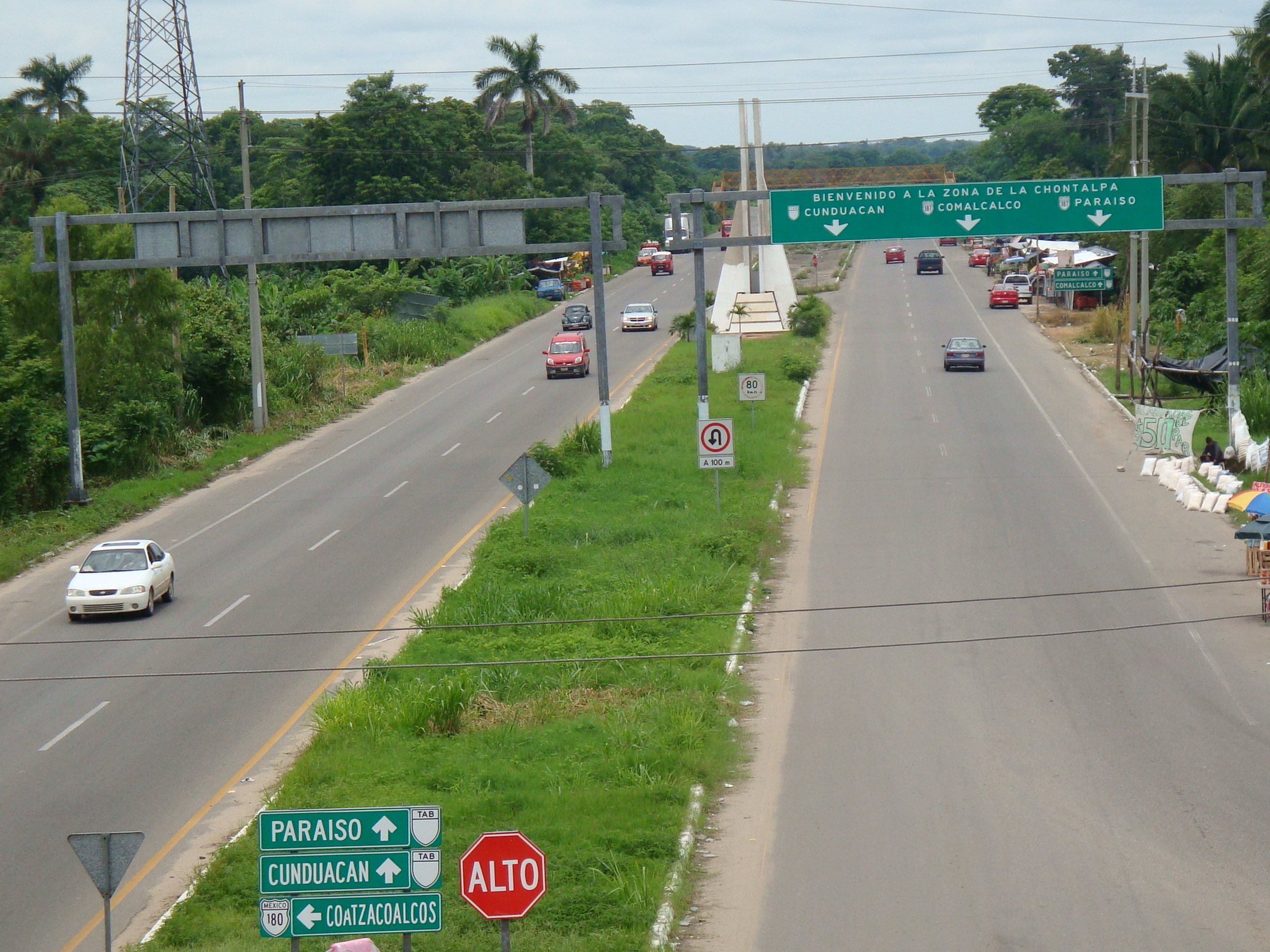
Autopista de 4 carriles La Isla-Puerto Dos Bocas.

### Movimiento comercial
| Concepto                | Num. de embarcaciones |
| ----------------------- | --------------------- |
| Arribo de embarcaciones | 5,590                 |
| Buques operados         | 6,376                 |

| Tipo de carga             | Toneladas métricas |
| ------------------------- | ------------------ |
| Petróleo crudo            | 10,415,514.58      |
| Insumos transp. por Pemex | 2,145,010          |
| Fluidos petroleros        | 366,001.81         |
| Carga de altura           | 112,872.74         |
| Carga de cabotaje         | 42,628.95          |
| Total                     | 13,082,028         |

| Concepto                 | Num. de pasajeros |
| ------------------------ | ----------------- |
| Embarque de pasajeros    | 3,027             |
| Desembarque de pasajeros | 2,804             |
| Total                    | 5,931             |

### Ruta marítima Houston-Dos Bocas
Uno de los aspectos más importantes para el incremento en movimientos de carga comercial e industrial en el Puerto de Dos Bocas, lo constituye la ruta regular Houston-Dos Bocas, la cual inició operaciones en el primer trimestre de 2011, brindando a las empresas la facilidad de consolidar distintos tipos de carga en un buque multipropósito con una frecuencia establecida.

### Carreteras
El puerto de Dos Bocas, se localiza a 80 km de la ciudad de Villahermosa, la capital del estado, con la que se comunica a través de la moderna autopista de cuatro carriles La Isla - Puerto Dos Bocas. Esa misma autopista, comunica al puerto con las ciudades de Paraíso, Comalcalco y Cunduacán, además de entroncar con la autopista de cuatro carriles Coatzacoalcos - Villahermosa, la cual comunica al puerto con el centro y sur del país.

### Ferrocarriles
Actualmente, se construye el ramal del ferrocarril Estación Chontalpa - Puerto Dos Bocas con una longitud de 70 km, el cual enlazará al puerto, con el ferrocarril Coatzacoalcos - Mérida y con la red ferroviaria nacional, con lo que se verá benefiado el movimiento de mercancías desde y hacia el puerto al permitir una disminución de los costos de trasportación de productos.

### Aeropuerto
El Aeropuerto Internacional Carlos Rovirosa Pérez ubicado en la ciudad de Villahermosa, se localiza a solo 88 km y se accesa a él, a través de dos modernas y seguras autopistas de cuatro carriles. Dicho aeropuerto, cuenta con vuelos hacia las ciudades de México, D.F., Guadalajara, Monterrey, Mérida, Cancún, Cozumel, Veracruz, Tuxtla Gutiérrez, Oaxaca, Tampico y Reynosa, además de la ciudad de Houston, EE. UU. Y también cuenta (vía México, D.F.), con múltiples conexiones a muchas ciudades del país y el mundo.

### Turismo de cruceros

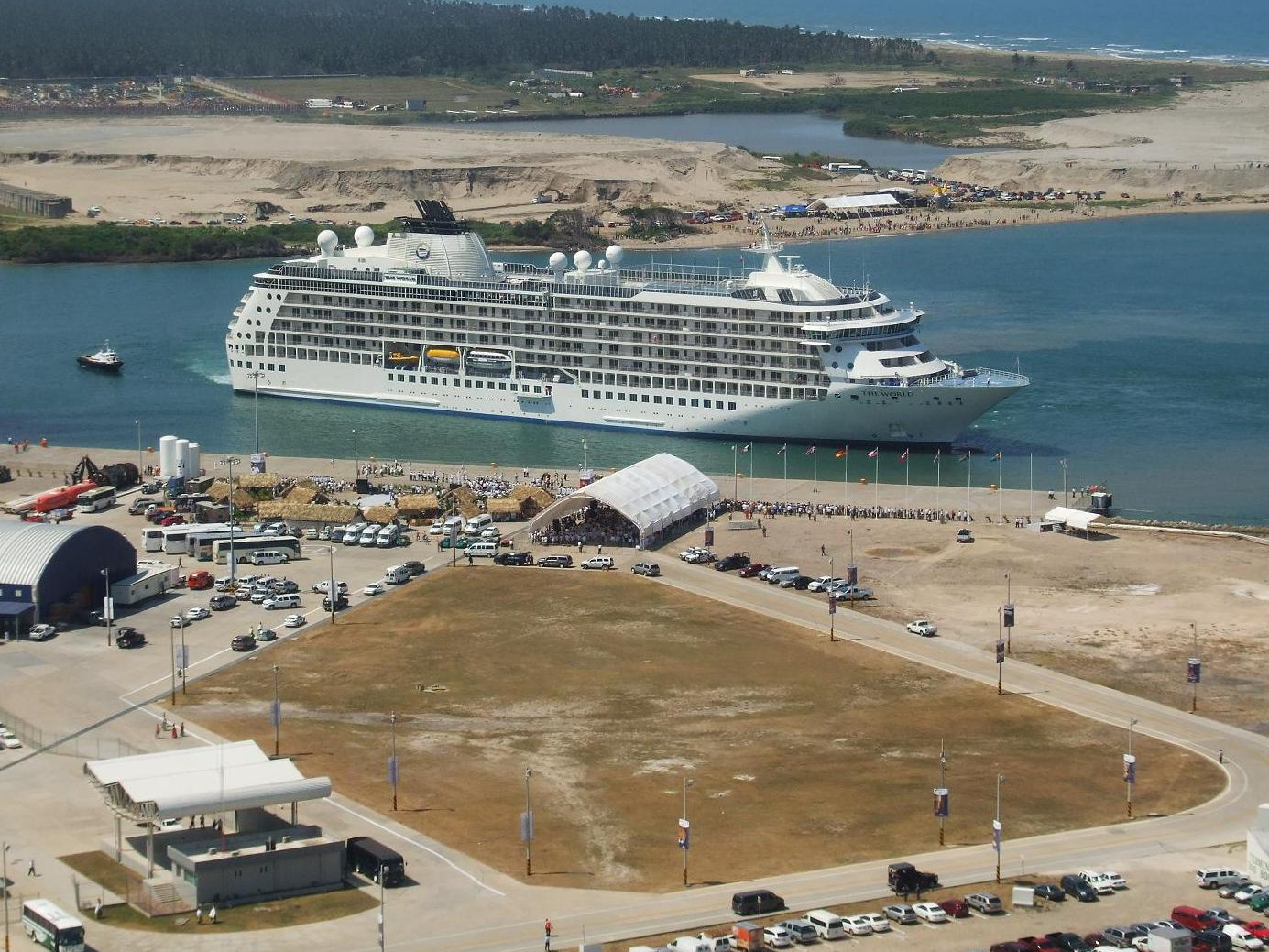
El crucero turístico "The World" al arribar al puerto de Dos Bocas.

Como parte del impulso al desarrollo turístico del estado, desde el año 2009, el puerto cuenta con una "Terminal comercial y turística" que recibe cruceros, y por segundo año consecutivo Dos Bocas fue nombrado líder de la Ruta del Golfo, la cual agrupá a los puertos turísticos mexicanos más importántes del golfo de México como son: Veracruz, Dos Bocas y Progreso.
Por tal motivo, el puerto de Dos Bocas participó en el Seatrade 2010 relaizado en Miami, EE. UU., en donde recibió el galardón a la "Mejor bienvenida a cruceros 2009".
Gracias a su capacidad e infraestructura, el puerto de Dos Bocas recibió en el año 2009 los primeros dos cruceros turísticos en la historia de Tabasco. El primero en arribar, fue el crucero "The World", al hacerlo en el mes de febrero. Mientras que en el mes de abril arribó el "Ziuderdam" de la línea Holland América Line con 1 800 turistas.
Para el año 2011, se espera el arribo de varios cruceros, entre ellos nuevamente el "Ziuderdam", lo que consodidará al puerto, como un destino de cruceros turísticos.
El puerto de Dos Bocas, participa en la "convención anual de la Florida Caribbean Cruise Association (FCCA)", importante foro que reúne a los directivos y representantes de las principales líneas de cruceros, tour operadores mayoristas y destinos turísticos del Golfo de México, Estados Unidos y El Caribe.
Con sede en el Centro de Convenciones de la ciudad de San Juan, Puerto Rico, del 03 al 7 de octubre, este evento contó con la presencia de las 15 líneas de cruceros más importantes a nivel internacional, para compartir ideas y discutir las tendencias de la industria; se espera que a la edición de este año, asistan poco más de 1,200 participantes, los cuales tienen la oportunidad de interactuar a través de las entrevistas de negocio que se llevan a cabo.